# Храм Покрова Пресвятой Богородицы (Лопатино)
Храм в честь Покрова Пресвятой Богородицы — православный храм, принадлежащий к Скопинской епархии и находящийся в селе Лопатино Скопинского района Рязанской области. Является объектом культурного наследия Российской Федерации. В настоящее время храм восстанавливается.

## История
Первое упоминание храма относится к 1629 году, как деревянная церковь в селе Журавинка (раннее название села Лопатино) в поместье боярина Романова. К 1786 году, церковь обветшала и вместо неё строят новою, то же деревянную, которую перестраивают, из-за нехватки места, в 1825 году. Каменный храм, который сохранился до настоящего времени, начали строить в 1872 году, однако строительство затягивается на 7 лет и вместо трех запланированных приделов, был возведен только один, который освещают во имя Сретения Господня 18 ноября 1879 года. Два других предела, во имя Покрова Пресвятой Богородицы и в честь святителя Николая Мирликийского чудотворца, достроили значительно позже.

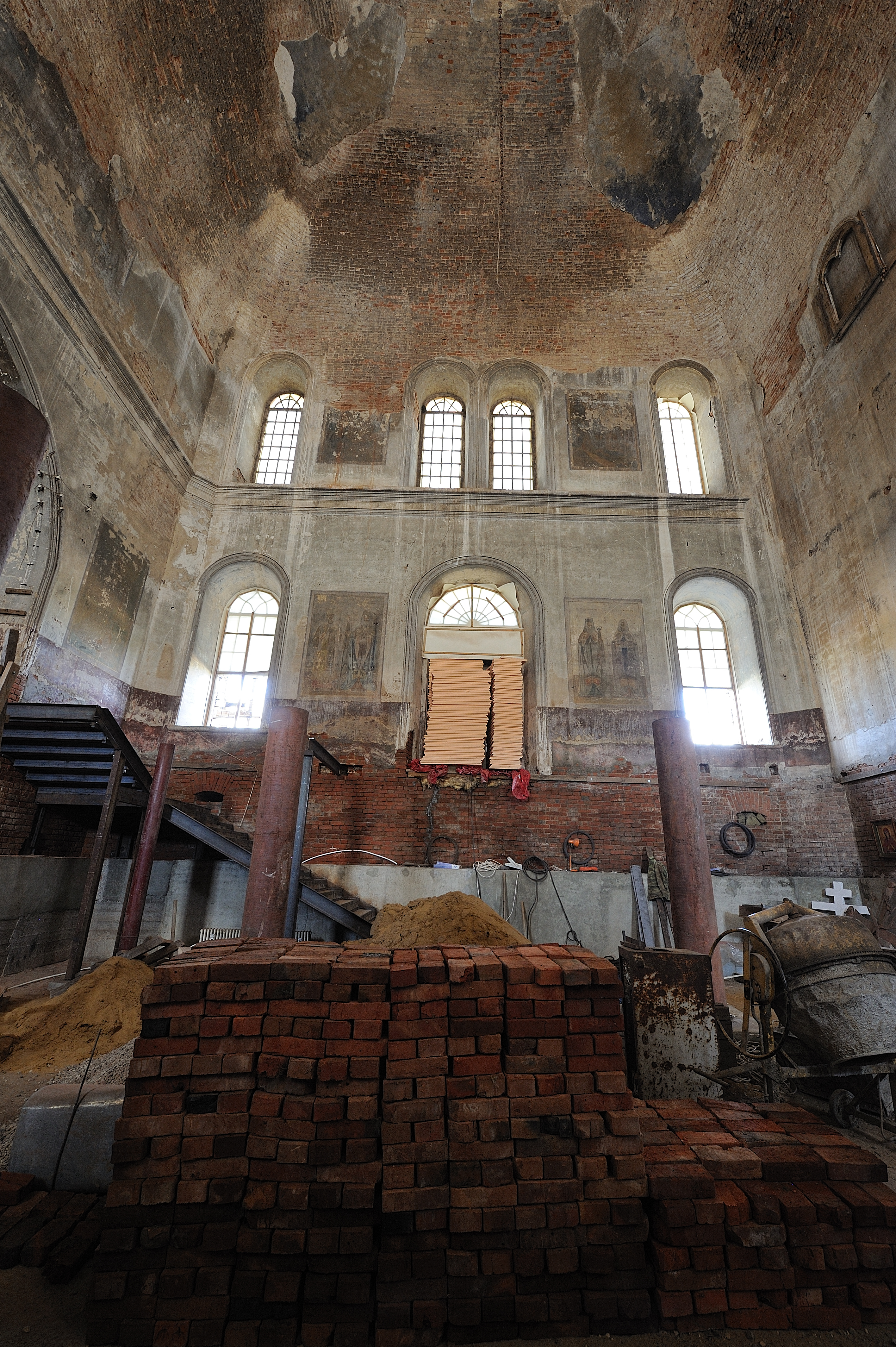

## Известные священнослужители
- Иоанн — 1676
- Иосиф Исидоров — 1688
- Иоанн Иосифов — 1704
- Василий Копчик— 1736
- Ермил Абрамов — 1734
- Иоанн Васильев — 1736
- Василий Фокин — 1739
- Сергий Бургашкин — 1789
- Илья Иоаннов — 1809
- Иоанн Акиндинов Сперанский — 1847
- Николай Алексеевич Гиацинтов — 1855
- Иоанн Косич Вышатин — 1855